# Hermenegild Puig i Sais
Hermenegild Puig i Sais (Albons, Baix Empordà, 9 de desembre de 1860 - Barcelona, 31 de maig de 1941) fou un metge català.
Estudià batxillerat de Girona i es llicencià en medicina a la Universitat de Barcelona en 1886. Especialitzat en malalties infecciones (tifus i tuberculosi), va treballar al Prat de Llobregat i a l'Hospital del Sagrat Cor, on esdevindria cap de la Policlínica i cap de serveis de medicina general.
Simultàniament participà en el moviment catalanista. El 1888 fou un dels que signà el missatge a la Reina Regent i el 1891 fou un dels primers membres de la Unió Catalanista, de la que en fou delegat el 1901 i 1904. El 1903 fou el president de la comissió organitzadora del Primer Congrés Universitari Català i el 1906 fou un dels organitzadors del Primer Congrés Internacional de la Llengua Catalana. El 1908, pronuncia el discurs inaugural de la Societat Medicofarmacèutica de Sant Cosme i Sant Damià Natalitat i Renaixença a Catalunya on va exposar uns punts de vista sobre la natalitat i sobre el concepte de raça força desfasats, i que continuà a El Problema de la natalitat a Catalunya : un gravissim perill per la nostra patria (1915), on s'oposava a la immigració a Catalunya.
Va presidir l'Acadèmia i Laboratori de Ciències Mèdiques el 1915-1916, i fou un dels impulsors de l'Associació General de Metges de Llengua Catalana. El 1920 va impulsar el Sindicat de Metges de Catalunya, del que en fou el primer president. També col·laborà al Diccionari de Medicina de Manuel Corachan i Garcia.
A les eleccions municipals i provincials de 1923 fou elegit diputat a la Mancomunitat de Catalunya per Acció Catalana pel districte II de Barcelona, però la proclamació de la dictadura de Primo de Rivera va frustrar la seva efímera participació política. El 1930 fou un dels signants del Manifest d'Acció Catalana. Tanmateix, durant la Segona República Espanyola va abandonar AC per formar part de la Lliga Catalana. El 1934 fou un dels signants del manifest Per la conservació de la raça catalana, promogut per Josep Anton Vandellós i Solà.

## Obres
- El Problema de la natalitat a Catalunya : un gravissim perill per la nostra patria (1915)
- Regisme alimentari en la febre tifoidea i en les toxi-infeccións agudes endodigestives en general  (1919)
- Diagnòstic precoç de la tuberculosi pulmonar en l'adult